# Бар Поркі 2 Наступний день
Бар Поркі 2 Наступний день — комедійний фільм 1983 року.

## Сюжет
Ті ж самі хлопці, що і в перших "Свинях", колобродять посеред флоридської школі, творячи всякі неподобства і порушуючи все що можна. Крім неподобств, вони також повинні мати справу з місцевим Ку-клукс-кланом, який заперечує щодо індіанця, що грає Ромео.